# AGM-158 JASSM
AGM-158 JASSM(Joint Air-to-Surface Standoff Missile: 합동 공대지 장거리 미사일)은 미국 록히드 마틴에서 개발한 공대지 순항 미사일이다.

## 개요
JASSM(Joint Air-to-Surface Standoff Missile) 프로젝트는 AGM-137 TSSAM 미사일 프로젝트가 취소된 후인 1995년에 시작되었다.
TSSAM은 장거리(Stand off)의 사거리를 가지는, 고정밀 스텔스 미사일로 설계되었었다. 그러나 부실한 프로젝트 관리는 비용상승을 수용불가능한 상태까지 이르게 했다. 이러한 무기에 대한 필요성은 여전히 존재했으므로, 군 당국은 곧 뒤따르는 유사한 프로젝트를 발표하였다. 1996년, 초기에 경쟁할 두 회사로 맥도널 더글라스와 록히드 마틴사가 선정되었고, 각각 AGM-158A와 AGM-159A로 명명되었다. 록히드 마틴사의 AGM-158A가 승리하여 1998년에는 추후 개발을 위한 계약이 이루어졌다.
1999년에는 미사일의 추진 비행 테스트가 시작되었다. 테스트는 성공적이었고, JASSM의 생산이 2001년 12월에 시작되었다. 2002년에는 운용 테스트에 들어갔다. 그 해 말에는 탄두의 문제로 두 건의 실패가 있었으며, 프로젝트는 3개월간 연기되어 2003년 4월에 개발을 마치게 되었다. 이후 발사 장치와 엔진의 결함으로 두 건의 실패가 있었다.
2007년 7월, 펜타곤은 JASSM의 신뢰도를 높이고 성능을 재확인하기 위한 6,800만 달러의 프로젝트를 승인하였다. 이 프로그램이 계속될 것인가에 대한 결정은 2008년 봄으로 미루어졌다.
JASSM은 F-15E, F-16, F/A-18, F-35, B-1B, B-2, B-52 등 폭넓은 비행기에 장착될 것이다. 미공군은 3,700기의 JASSM 미사일을 구매할 계획이다.

## 파생형
- AGM-158A JASSM, 사거리 370 km, 미공군 공대지 순항미사일
- AGM-158B JASSM-ER, 사거리 930 km, 미공군 공대지 순항미사일
- AGM-158C LRASM, 사거리 930 km, 미해군 공대함 순항미사일

## JASSM-ER

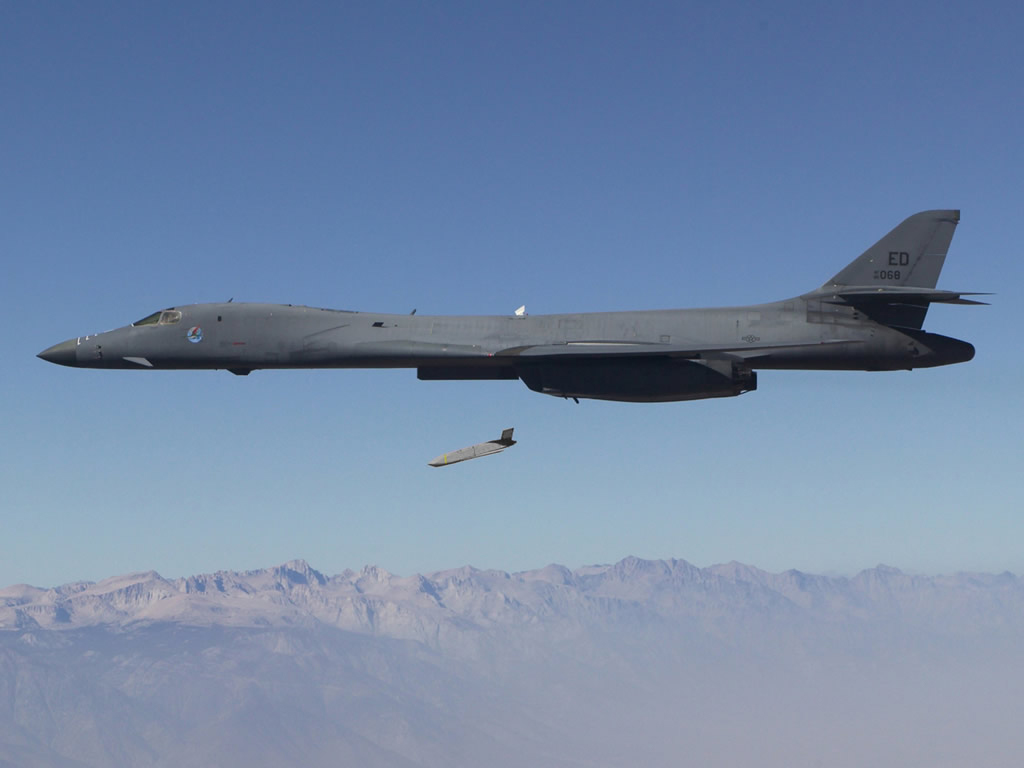
2013년 8월 B-1 랜서에서 시험발사중인 AGM-158C LRASM

미공군은 AGM-158을 개량하기 위해 다양한 연구를 하였다. JASSM-ER(JASSM-Extended Range)은 2002년에 AGM-158B로 제식번호를 부여받았다. 같은 외관상 디자인이지만, 더 효율적인 엔진과 더 큰 연료통을 장착하여 사거리를 500 nm (925 km) 이상으로 늘렸다. 기존형의 사거리는 대략 200 nm였다. 2006년 5월 18일, 뉴멕시코주 화이트 샌드 미사일 시험장에서 미공군 B-1B 폭격기에 의해 첫 시험발사가 있었다. 2006년 현재, JASSM-ER은 2009년까지 실전배치될 것으로 계획되어 있다.
미해군은 미공군 AGM-158B JASSM-ER 공대지 순항미사일을 공대함 순항미사일로 개량하여, 사거리는 동일하게 930 km인 AGM-158C LRASM을 개발했다.
재즘은 하푼 미사일의 텔레다인 CAE J402 터보젯 엔진을 사용하는데, 재즘-ER은 토마호크 미사일의 윌리엄스 F107 터보젯 엔진을 사용한다.
- 텔레다인 CAE J402-CA-100 터보젯 엔진, 추력 3.0 kN
- 윌리엄스 F107-WR-105/401 터보젯 엔진, 추력 6.22 kN

## 구입
2006년 2월 28일, 호주 정부는 록히드 마틴의 JASSM을 오스트레일리아 공군의 F/A-18 호넷에 장착하기로 결정했다. 2010년까지 도입할 JASSM은 사거리 370 km 이상으로 현재 오스트레일리아 공군이 보유한 기존 미사일 사거리의 4배 이상이다. 경쟁했던 제품으로는 SLAM-ER, KEPD 350이었다.
2017년, 미국 공군이 최근 사거리 1,000 km AGM-158B JASSM-ER 4천발을 구매한 것으로 알려졌다.

## 대한민국
한국 공군은 중장기 국방계획에서 2010년 이전에 JASSM 도입사업에 착수하기로 결정하였다. 그러나 개발과정에서 문제가 발생하기 시작하면서 재즘 도입 계획에 이상징후가 나타나기 시작했다. 대한민국 정부는 JASSM의 구입을 위해 2008년부터 예산을 확보했으나 미 공군부에서는 매년 서한을 보내 수출을 장담할 수 없다고 통보해왔다. 2009년 9월 11일에는 미 공군부에서 2010년 중반 까지도 수출을 장담할 수 없으니 다른 무기체계를 고려하라는 서한을 보냈고 2010년 3월 18일에는 아예 구체적으로 타우러스를 명시하여 2011년 초까지도 결정할 수 없으니 보잉의 주도하에 타우러스를 장착하려 한다면 돕겠다는 서한을 보낸다.
2012년에는 JASSM의 수직미익이 왼쪽으로만 접히는 문제 때문에 F-15의 왼쪽 날개에는 JASSM을 장착할 수 없다는 치명적인 문제가 있다는 점이 알려졌다. 방위사업청이 이에 관해서 F-15K의 제작사인 보잉과 JASSM의 제작사인 록히드 마틴에 답변을 요구했으나 양사 어느 쪽도 대답을 하지 못했다. 실제로 JASSM을 도입한 나라들은 F-16(폴란드)이나 F/A-18(호주, 핀란드)에 통합한 경우이며, 당시 F-15E에 통합하려고 한 나라는 대한민국 공군 외에는 존재하지 않았다. 미 공군은 2012년 7월 26일에야 F-15E에 JASSM을 인티그레이션하는 데 성공했다.
대한민국을 제외한 호주, 폴란드, 핀란드는 JASSM의 도입에 성공하는 바람에 일본의 로비로 인해서 미국 정부가 대한민국 정부에 재즘 수출을 금지했다는 음모론이 돌았었다. 그러나 음모론은 현실성이 떨어진다. 미국 정부가 진심으로 대한민국 공군의 스탠드-오프 무장의 도입을 막고 싶었다면 타우러스 또한 얼마든지 막을 수 있을뿐더러 타우러스 또한 미군용 GPS를 장착하고 있기 때문이다. 재즘은 개발과정에서 수많은 기술적인 문제들과 성능에 대한 보증 문제가 발생하며 급격한 가격 상승이 일어났다. 결국 재즘의 가격은 타우러스의 가격과 큰 차이가 없어졌고 생산 가격을 미화 85만 달러로 낮춘다는 원래의 목표가 달성 불가능하다는 게 확실해지자 2013년 6월 19일에 방위사업청은 JASSM 대신 독일에서 타우러스 미사일 177발을 개당 20억원에 수입하여 F-15K 전투기에 장착하기로 결정한다.
2017년 6월, 주한미군은 군산 공군기지에 재즘 미사일 10여 발을 배치했다. 사거리 370 km AGM-158A JASSM 인지 사거리 1,000 km AGM-158B JASSM-ER 인지는 확인해 주지 않았다. 군산 공군기지의 F-16 전투기는 재즘을 탑재할 수 있게 소프트웨어가 설치되었다. F-16 전투기에는 재즘 2발을 장착할 수 있다. 중국이 주한미군 사드를 직접 선제타격하는 사거리 1000 km DF-16 미사일 10발로 구성된 미사일 대대를 창설했다고 보도하자 마자, 주한미군에 사거리 1000 km AGM-158B JASSM-ER 10발이 배치되었다.

## 제원
일반 제원
- 길이: 4.27 m (14 ft)
- 날개폭: 2.4 m (7 ft 11 in)
- 중량: 1,020 kg (2,250 lb)
- 엔진: Teledyne CAE J402-CA-100 터보젯; 추력 3.0 kN (680 lbf)

성능
- 속도: 아음속
- 사거리: 370 km+ (230 mi+)
- 탄두: 450 kg (1000 lb) WDU-42/B 관통형
- CEP: 3 m 또는 2.4 m

## 같이 보기
- AGM-159 JASSM
- 라드 미사일
- 미사일 목록
- 타우러스